# Out in the Street
Out in the Street är en låt av det brittiska rockbandet The Who skriven av gruppens gitarrist Pete Townshend. Sången släpptes från gruppens debutalbum My Generation från 1965 och som B-sida till My Generation på den amerikanska versionen. Från början hette sången "You're Gonna Know Me".